# 武豊TV!II
武豊TV!II（たけゆたかティービーツー）は、2009年4月よりフジテレビワンツーネクストで毎月1回（各開催終了後）放映されている競馬に関する番組。フジテレビの動画配信サービス『フジテレビ On Demand』でも配信されている。Amazonプライムビデオでも一部ではあるが視聴可能。
2009年4 - 12月まではフジテレビNEXTでの放送だったが、2010年1月からはフジテレビTWOに、2012年4月にはフジテレビONEにチャンネルが変更された。
2005年4月から2009年3月までフジテレビ739及びフジテレビ On Demandにて放送されていた『武豊TV!』（たけゆたかティービー）のリニューアル版であるが、番組内容は実質的に同一であるため、本項目では両番組について扱う。

## 概要
ジョッキー・武豊をフィーチャーした番組。武豊が騎手としての視点で自らの騎乗をレース映像やゲストの騎手・関係者らを交えて振り返っていく「豊プレイバック」のコーナーを中心に、武豊騎手の素顔、またゲストとの交遊録などで構成される。
ナビゲーターは、『武豊TV!』時代は友人でもあるタレントの見栄晴が務めていたが、『武豊TV!II』へのリニューアルに伴い、フジテレビアナウンサーの福原直英（アナウンス室副部長→2022年3月退職・同4月から武豊の個人マネジメント事務所「テイク」に所属し、フリーアナウンサー・競馬ジャーナリスト）に交代した。
概ね、1開催が終わるごと（月1回ペース）で新作が放送されるが、それ以前のバックナンバー（特にゲストが出場する回）も不定期でアンコール放送されるときがある。

## コーナー
豊プレイバック
自身が騎乗したレースをペンタブレットを使って解説する。GIレースに関してはGIプレイバックで取り扱うため、このコーナーでは取り扱わない。
豊サロン
放送毎に様々な企画を行う。
- 視聴者からの質問コーナー。
- ゲストを迎えてのトーク。
- 池添謙一がインタビュアーに扮し、若手騎手が武豊に質問する「教えて！ユタカさん」。
- 正月に騎手をゲストに迎えて行われるジョッキー新年会。
- 夏の小倉開催後に行われるジョッキー座談会。
- 栗東トレーニングセンターへの潜入取材、競馬関係者の1日密着取材。

豊メモリー
特定の馬やGIレースに焦点をあて過去の騎乗を解説する。
GIプレイバック
GIレースを振り返る。内容は豊プレイバックとほぼ同じ内容であるが、自身が騎乗していないレースも解説する。

## 武豊TV!II 放送履歴
| 回  | サブタイトル | ゲスト                                                             |
| --- | --- | ------------------------------------------------------------------ |
| 1   | 2009年 武邦彦引退記念! 武尽くしスペシャル ～フェブラリーSほか～ | 武邦彦・武幸四郎                                                   |
| 2   | 武尽くしスペシャル（後編）～ドバイDF・桜花賞・皐月賞ほか～ | 武邦彦・武幸四郎                                                   |
| 3   | 武尽くしスペシャル（特別編）～天皇賞（春）・NHKマイルC・ヴィクトリアマイルほか～                                                                                     | 武邦彦・武幸四郎                                                   |
| 4   | ダービージョッキー夢の共演!武豊×横山典弘 ～オークス・日本ダービー・安田記念ほか～                                                                                    | 横山典弘                                                           |
| 5   | セレクトセールでスペシャルロケ&宝塚記念ほか | 横山典弘・池江泰郎・池江泰寿                                       |
| 6   | 現役騎手大集合!夏のジョッキー座談会2時間SP | 横山典弘・安藤光彰・石橋守                                         |
| 7   | ジョッキー座談会（後編）～スプリンターズSほか～ | 安藤光彰・石橋守                                                   |
| 8   | 秋華賞・菊花賞・天皇賞（秋）ほか |                                                                    |
| 9   | ～エリザベス女王杯・マイルチャンピオンシップ・ジャパンカップほか～                                                                                                   | クリストフ・ルメール・武邦彦                                       |
| 10  | 2010年 毎年恒例!ジョッキー新年会2時間SP | 安藤勝己・武幸四郎・池添謙一・松田国英・森秀行                     |
| 11  | ジョッキー新年会Part2～フェブラリーSほか～ | 安藤勝己・武幸四郎・池添謙一                                       |
| 12  | 欠番 |                                                                    |
| 13  | ジョッキー座談会Part3 | 安藤勝己・武幸四郎・池添謙一                                       |
| 14  | ダービージョッキー夢の共演!武豊×内田博幸 | 内田博幸                                                           |
| 15  | 復帰スペシャル!! |                                                                    |
| 16  | 凱旋門賞直前2時間SP |                                                                    |
| 17  | 夢の共演!武豊×蛯名正義～凱旋門賞ほか～ | 蛯名正義                                                           |
| 18  | 武豊×蛯名正義 夢の共演PART2～秋華賞・菊花賞・天皇賞（秋）ほか～ | 蛯名正義                                                           |
| 19  | 武豊×蛯名正義 夢の共演PART3～エリザベス女王杯・マイルCS・ジャパンカップほか～                                                                                        | 蛯名正義                                                           |
| 20  | 2011年 毎年恒例!ジョッキー新年会2時間SP | 幸英明・武幸四郎・池添謙一                                         |
| 21  | 武豊×藤田伸二 夢の共演PART1～フェブラリーS・高松宮記念・ドバイワールドCほか～                                                                                        | 藤田伸二                                                           |
| 22  | 武豊×藤田伸二 夢の共演PART2 ～桜花賞・皐月賞ほか～ | 藤田伸二                                                           |
| 23  | 天皇賞（春）・NHKマイルC・ヴィクトリアマイルほか |                                                                    |
| 24  | オークス・日本ダービー・安田記念ほか | 池添謙一                                                           |
| 25  | ～宝塚記念・ジャパンダートダービー・帝王賞ほか～ | 池添謙一                                                           |
| 26  | ～新潟日報賞・小倉記念・シャーガーCステイヤーズほか～ | 石橋守・川田将雅・浜中俊                                           |
| 27  | ～凱旋門賞・スプリンターズS・朝日CC・神戸新聞杯ほか～ | 石橋守・川田将雅・浜中俊                                           |
| 28  | ～秋華賞・天皇賞・菊花賞・りんどう賞・毎日王冠ほか～ | 池添謙一                                                           |
| 29  | ～マイルチャンピオンシップ・ジャパンカップ ほか～ |                                                                    |
| 30  | 2012年 毎年恒例!ジョッキー新年会2時間SP | 福永祐一・池添謙一・川田将雅                                       |
| 31  | ～フェブラリーSほか～ | 福永祐一・池添謙一・川田将雅                                       |
| 32  | ～高松宮記念・桜花賞・皐月賞ほか～ |                                                                    |
| 33  | ～天皇賞（春）・NHKマイルC・ヴィクトリアマイルほか～ | 岩田康誠                                                           |
| 34  | ～宝塚記念・帝王賞ほか～ | 岩田康誠                                                           |
| 35  | 若手騎手大集合!夏のジョッキー座談会2時間SP | 藤岡佑介・浜中俊・藤懸貴志                                         |
| 36  | 凱旋門賞プレイバック!&若手騎手座談会こぼれ話! | 藤岡佑介・浜中俊・藤懸貴志                                         |
| 37  | 菊花賞・天皇賞（秋）ほか |                                                                    |
| 38  | マイルチャンピオンシップ・ジャパンカップほか |                                                                    |
| 39  | 2013年 有馬記念ほか､毎年恒例!ジョッキー新年会2時間SP! | 石橋守・田中勝春・岩田康誠・武幸四郎                               |
| 40  | フェブラリーSほか振り返り& 武豊ファンミーティングもたっぷり! |                                                                    |
| 41  | ドバイシーマクラシック&高松宮記念ほか | 見栄晴                                                             |
| 42  | 桜花賞&皐月賞ほか |                                                                    |
| 43  | ダービー&オークス振り返り ～おめでとう武豊!8年ぶりのダービー勝利!～                                                                                                  | 武幸四郎                                                           |
| 44  | 宝塚記念&セレクトセールロケ前編 |                                                                    |
| 45  | 凱旋門賞徹底分析&セレクトセールロケ後編 | 松本好雄・石橋守・小林智・合田直弘・平松さとし                     |
| 46  | 凱旋門賞プレイバック! | 合田直弘・平松さとし                                               |
| 47  | 菊花賞&天皇賞（秋）プレイバック! |                                                                    |
| 48  | おめでとう武豊!前人未到のGI100勝!!マイルチャンピオンシップ プレイバック!!!                                                                                           |                                                                    |
| 49  | 2014年 有馬記念ほか、毎年恒例!ジョッキー新年会2時間SP! | 福永祐一・池添謙一・川田将雅                                       |
| 50  | フェブラリーステークスとファンミーティング裏話 |                                                                    |
| 51  | キズナ復帰初戦で勝利なるか!?産経大阪杯プレイバック! | 福永祐一                                                           |
| 52  | 桜花賞・皐月賞プレイバック! |                                                                    |
| 53  | オークス・日本ダービープレイバック! | 横山典弘・橋口弘次郎                                               |
| 54  | 宝塚記念プレイバック! | 赤岡修次・別府真衣・石橋守                                         |
| 55  | 札幌記念プレイバック・ジョッキー座談会 | 小牧太                                                             |
| 56  | 凱旋門賞プレイバック |                                                                    |
| 57  | 菊花賞・天皇賞（秋）プレイバック |                                                                    |
| 58  | ジャパンカップ プレイバック |                                                                    |
| 59  | 2015年 有馬記念プレイバック&ジョッキー新年会 | 岩田康誠・幸英明・浜中俊                                           |
| 60  | フェブラリーステークス プレイバック&武豊ファンミーティング | 岩田康誠・幸英明・浜中俊                                           |
| 61  | 高松宮記念プレイバック |                                                                    |
| 62  | 桜花賞・皐月賞・天皇賞（春）プレイバック |                                                                    |
| 63  | オークス・日本ダービープレイバック | ミルコ・デムーロ                                                   |
| 64  | 宝塚記念プレイバック | ミルコ・デムーロ                                                   |
| 65  | 夏競馬プレイバック |                                                                    |
| 66  | 凱旋門賞プレイバック |                                                                    |
| 67  | 秋華賞・菊花賞・天皇賞（秋）プレイバック |                                                                    |
| 68  | ジャパンカッププレイバック |                                                                    |
| 69  | 2016年 有馬記念プレイバック&ジョッキー新年会 | クリストフ・ルメール・ミルコ・デムーロ・池添謙一・浜中俊           |
| 70  | フェブラリーステークスプレイバック |                                                                    |
| 71  | ドバイ国際競走プレイバック |                                                                    |
| 72  | 天皇賞・春プレイバック |                                                                    |
| 73  | 日本ダービープレイバック | 川田将雅                                                           |
| 74  | 宝塚記念プレイバック | 川田将雅                                                           |
| 75  | 祝2万回騎乗記念! |                                                                    |
| 76  | 凱旋門賞プレイバック |                                                                    |
| 77  | 天皇賞・秋プレイバック |                                                                    |
| 78  | ジャパンカッププレイバック |                                                                    |
| 79  | 2017年 有馬記念プレイバック&ジョッキー新年会 | 石橋守・クリストフ・ルメール・ミルコ・デムーロ                     |
| 80  | フェブラリーSプレイバック |                                                                    |
| 81  | ドバイ国際競走プレイバック |                                                                    |
| 82  | 天皇賞・春プレイバック |                                                                    |
| 83  | 日本ダービープレイバック |                                                                    |
| 84  | 宝塚記念プレイバック&祝3900勝!セレクトセール会場からお祝いコメント                                                                                                   | 藤岡佑介・田中博康・鹿戸雄一・松田国英・池江泰郎・荻野極・坂井瑠星 |
| 85  | 夏競馬プレイバック | 小林智                                                             |
| 86  | 凱旋門賞プレイバック |                                                                    |
| 87  | 天皇賞・秋プレイバック |                                                                    |
| 88  | ジャパンカッププレイバック |                                                                    |
| 89  | 2018年 有馬記念プレイバック&ジョッキー新年会 | ミルコ・デムーロ・和田竜二・見栄晴                                 |
| 90  | フェブラリーSプレイバック |                                                                    |
| 91  | ドバイ国際競走プレイバック |                                                                    |
| 92  | 天皇賞・春プレイバック | 武幸四郎                                                           |
| 93  | 日本ダービープレイバック | 福永祐一                                                           |
| 94  | 宝塚記念プレイバック |                                                                    |
| 95  | JRA4000勝達成目前!フォワ賞&夏競馬プレイバック |                                                                    |
| 96  | 凱旋門賞プレイバック |                                                                    |
| 97  | 天皇賞・秋プレイバック |                                                                    |
| 98  | ジャパンカッププレイバック |                                                                    |
| 99  | 2019年 有馬記念プレイバック&ジョッキー新年会 | クリストフ・ルメール・池添謙一・藤岡佑介                           |
| 100 | フェブラリーSプレイバック |                                                                    |
| 101 | ドバイ国際競走プレイバック |                                                                    |
| 102 | 天皇賞・春プレイバック |                                                                    |
| 103 | 日本ダービープレイバック | 浜中俊                                                             |
| 104 | 宝塚記念プレイバック |                                                                    |
| 105 | 夏競馬プレイバック |                                                                    |
| 106 | 凱旋門賞プレイバック |                                                                    |
| 107 | 天皇賞・秋プレイバック |                                                                    |
| 108 | ジャパンカッププレイバック | ランフランコ・デットーリ・小島太                                   |
| 109 | 2020年 有馬記念プレイバック&ジョッキー新年会 | 池添謙一・ミルコ・デムーロ・オイシン・マーフィー                   |
| 110 | フェブラリーSプレイバック |                                                                    |
| 111 | 春のGIプレイバック(新型コロナウイルス感染対策に伴う緊急事態宣言などの影響で約半年ぶりの放送)                                                                         |                                                                    |
| 112 | 宝塚記念プレイバック |                                                                    |
| 113 | 夏競馬プレイバック |                                                                    |
| 114 | 凱旋門賞プレイバック |                                                                    |
| 115 | 天皇賞・秋プレイバック | 団野大成                                                           |
| 116 | ジャパンカッププレイバック | 斎藤新                                                             |
| 117 | 2021年 日本ダービープレイバック 蔵出しSP メイショウサムソン・エイシンフラッシュ・オルフェーヴル・マカヒキ・ワグネリアン・ロジャーバローズ ディープインパクト・キズナ | 石橋守・内田博幸・池添謙一・川田将雅・ 福永祐一・浜中俊            |
| 118 | 豊メモリー蔵出しSP スーパークリーク・メジロマックイーン・オグリキャップ・スペシャルウィーク・エアグルーヴ・ディープインパクト                                        |                                                                    |
| 119 | フェブラリーSプレイバック&豊メモリー クロフネ 栄光の軌跡 | 亀田温心                                                           |
| 120 | 春のGI直前プレイバックSP |                                                                    |
| 121 | 春のGIプレイバックSP |                                                                    |
| 122 | 宝塚記念プレイバック | 菅原明良                                                           |
| 123 | 夏競馬プレイバック | 岩田望来                                                           |
| 124 | 2歳戦プレイバック | 角田大和                                                           |
| 125 | 凱旋門賞プレイバック | 角田大和                                                           |
| 126 | 菊花賞プレイバック |                                                                    |
| 127 | ジャパンカッププレイバック | 小沢大仁                                                           |
| 128 | 2022年 朝日杯FSプレイバック&ジョッキー座談会 | 幸英明・松山弘平                                                   |
| 129 | 3歳重賞プレイバック | 松本大輝                                                           |
| 130 | 弥生賞ディープインパクト記念プレイバック | 秋山稔樹                                                           |
| 131 | 大阪杯プレイバック | 角田大河                                                           |
| 132 | 天皇賞・春プレイバック | 角田大河                                                           |
| 133 | 祝優勝!日本ダービープレイバック | 松島正昭                                                           |
| 134 | 宝塚記念プレイバック | 今村聖奈・松島正昭                                                 |
| 135 | 夏競馬プレイバック |                                                                    |
| 136 | 凱旋門賞プレイバック | 今村聖奈                                                           |
| 137 | 天皇賞・秋プレイバック |                                                                    |
| 138 | ジャパンカッププレイバック |                                                                    |
| 139 | 2023年 有馬記念プレイバック&ジョッキー新春座談会 | 川田将雅・今村聖奈                                                 |
| 140 | フェブラリーSプレイバック | 福永祐一                                                           |
| 141 | 祝優勝!大阪杯プレイバック |                                                                    |
| 142 | 天皇賞・春プレイバック | 福永祐一                                                           |
| 143 | 春のGIプレイバック |                                                                    |
| 144 | 宝塚記念プレイバック |                                                                    |
| 145 | 夏競馬プレイバック |                                                                    |
| 146 | 秋華賞プレイバック |                                                                    |
| 147 | 秋のGIプレイバック(天皇賞秋当日に騎乗馬に右腿を蹴られ筋挫傷を負った影響で約2ヶ月ぶりの放送)                                                                          |                                                                    |
| 148 | 2024年 有馬記念プレイバック&ジョッキー新年会 | 池添謙一・岩田望来・団野大成                                       |
| 149 | 3歳重賞プレイバック | 池添謙一・岩田望来・団野大成                                       |
| 150 | フェブラリーSプレイバック | 原優介                                                             |
| 151 | ドバイワールドカップデー・皐月賞・桜花賞プレイバック | 永島まなみ                                                         |
| 152 | 天皇賞・春プレイバック | オリビエ・ペリエ                                                   |
| 153 | 日本ダービープレイバック&函館競馬場探訪 |                                                                    |
| 154 | 宝塚記念プレイバック | 田口貫太                                                           |
| 155 | 夏競馬プレイバック |                                                                    |
| 156 | 凱旋門賞プレイバック |                                                                    |
| 157 | 天皇賞・秋プレイバック |                                                                    |
| 158 | ジャパンカッププレイバック |                                                                    |
| 159 | 2025年 ジョッキー新年会 | 坂井瑠星・西村淳也                                                 |
| 160 | 兄弟子・河内調教師への思いを語るリクエストプレイバック | 坂井瑠星・西村淳也                                                 |
| 161 | ドバイワールドカップデー・高松宮記念・大阪杯プレイバック |                                                                    |
| 162 | 天皇賞・春プレイバック |                                                                    |
| 163 | 北村友一騎手をゲストに迎え、クロワデュノールがダービー制覇までの軌跡をたどる！                                                                                       | 北村友一                                                           |
| 164 | 宝塚記念プレイバック | 北村友一                                                           |